# بنیدیکت (داکوتای شمالی)
بنیدیکت(به انگلیسی: Benedict) شهری در ایالت داکوتای شمالی کشور ایالات متحده آمریکا است که جمعیت آن در سرشماری سال ۲۰۱۰ میلادی، ۶۶ نفر بوده‌است.